# Kamen Rider × Kamen Rider Double & Decade: Movie War 2010
Kamen Rider × Kamen Rider Double & Decade: Movie War 2010 (仮面ライダー×仮面ライダー W（ダブル）＆ディケイド MOVIE大戦2010 Kamen Raidā × Kamen Raidā: Daburu ando Dikeido Mūbī Taisen Nisenjū?) es el nombre dado para la promoción comercial de los estrenos del film epílogo de Kamen Rider Decade, el prólogo/flashback de Kamen Rider Double, y una tercera película que será un encuentro entre ambos Riders, que se estrenarán el 12 de diciembre de 2009

## Decade: Capítulo Final
Kamen Rider Decade: Capítulo Final (仮面ライダーディケイド～完結編～ Kamen Raidā Dikeido ~Kanketsuhen~?) continúa los hechos ocurridos tras el último episodio de Decade. Durante la caza de Riders en el Mundo Rider War, lo que queda de Dai-Shocker tras la muerte de su líder Apollo Geist es reorganizada como Super Shocker Super Shocker (スーパーショッカー Sūpā Shokkā?) y liderada por Eijiro Hikari (Renji Ishibashi) como el Super Doctor Shinigami y Narutaki (Tatsuhito Okuda) como el Colonel Zol (ゾル大佐 Zol Taisa?). Siendo la única que puede derrotar a Decade, Natsumi Hikari (Kanna Mori) Se transforma en Kamen Rider Kivalaa y asesina a Tsukasa (Masahiro Inoue), quien aceptó su destino como el Destructor de Mundos bajo la forma de Decade Furia. También Yuriko Misaki del universo Stronger (Alice Hirose) vuelve de la muerte para proteger a Tsukasa.

## Double: Begin's Night
Kamen Rider Double: Begin's Night (仮面ライダーＷ（ダブル）～ビギンズナイト～ Kamen Raidā Daburu ~Biginzu Naito~?) investiga los orígenes de Double como se muestra en el inicio del primer episodio de la serie, referido en la serie como "Begin's Night" (La Noche del Inicio). en el film aparecen como estrellas invitadas Asuka Shibuya, Miyuu Sawai, Toru Tezuka, y Koji Kikkawa. Shibuya portragoniza a Asami Mutsuki, uno de los clientes de Shotaro Hidari(Renn Kiriyama) quien busca a su hermana Erika, portragonizada por Sawai. Tezuka protagoniza a Robert Shijima, quién se transforma en Death Dopant, el líder del mundo de la muerte quien permite a los muertos volver a la vida, usando a los Masquerade Dopant como soldados. El usa su poder para revivir al mentor de Shotaro y padre Akiko Narumi's (Hikaru Yamamoto) Sokichi Narumi, portragonizado por Kikkawa.

## Movie War 2010
Movie War 2010 (MOVIE大戦2010 Mūbī Taisen Nisenjū?) es la tercera y última parte de los films, mostrando a los personajes de Decade y Double juntos en su lucha contra Super Shocker y descubriendo que ocurrió con Dai-Shocker. También se revela la Final Form Ride de Kamen Rider Double y un nuevo monstruo llamado Ultimate D (アルティメットD Arutimetto Dī?).

## Kamen Riders Exclusivos de las Películas

### Kamen Rider Kivala
En Decade: Capítulo Final, Natsumi Hikari, con un mordisco de Kivala, es capaz de transformarse en Kamen Rider Kivala (仮面ライダーキバーラ Kamen Raidā Kibāra?), un Kamen Rider original de la película. Ella porta una espada similar a la Espada Zanvat de Kiva. Natsumi se transforma para detener a Decade en Forma Furia.

### Kamen Rider Skull
Kamen Rider Skull (仮面ライダースカル Kamen Raidā Sukaru?) es el nuevo Rider que aparece en Double: Begin's Night. Sokichi Narumi usa la Skull Memory (スカルメモリ Sukaru Memori?) en su Lost Driver (ロストドライバー Rosuto Doraibā?) para transformarse en el rider que usa Fedora, Kamen Rider Skull. Porta un arma similar al Trigger Magnum de Double, llamado Skull Magnum (スカルマグナム Sukaru Magunamu?).

## Canciones
En el caso de Kamen Rider Decade, al igual que en la serie y en la primera película Todos los Riders vs. Dai-Shocker, Gackt cantará un tema para esta película, llamado "Stay the Decade Alive" el cual será lanzado en una serie de singles el 1 de enero de 2010. Actualmente no se sabe si se compondrá otra canción para la película de Kamen Rider Double.

## Actores
Reparto de Decade
- Tsukasa Kadoya (門矢 士 Kadoya Tsukasa?): Masahiro Inoue (井上 正大 Inoue Masahiro?)
- Daiki Kaitoh (海東 大樹 Kaitō Daiki?): Kimito Totani (戸谷 公人 Totani Kimito?)
- Yusuke Onodera (小野寺 ユウスケ Onodera Yūsuke?): Ryouta Murai (村井 良大 Murai Ryōta?)
- Natsumi Hikari (光 夏海 Hikari Natsumi?): Kanna Mori (森 カンナ Mori Kanna?)
- Yuriko Misaki (岬 ユリコ Misaki Yuriko?): Alice Hirose (広瀬 アリス Hirose Arisu?)
- Eijiro Hikari/Super Doctor Shinigami (光 栄次郎／スーパー死神博士 Hikari Eijirō/Sūpā Shinigami Hakase?): Renji Ishibashi (石橋 蓮司 Ishibashi Renji?)
- Wataru Kurenai (紅 渡 Kurenai Wataru?): Koji Seto (瀬戸 康史 Seto Kōji?)
- Shouichi Ashikawa (芦河 ショウイチ Ashikawa Shōichi?): Satoshi Yamanaka (山中 聡 Yamanaka Satoshi?)
- Shinji Tatsumi (辰巳 シンジ Tatsumi Shinji?): Momosuke Mizutani (水谷 百輔 Mizutani Momosuke?)
- Takumi Ogami (尾上 タクミ Ogami Takumi?): Syunsuke Seino (制野 峻右 Seino Shunsuke?)
- Kazuma Kendate (剣立 カズマ Kendate Kazuma?): Hiroki Suzuki (鈴木 拡樹 Suzuki Hiroki?)
- Asumu (アスム Asumu?): Kazuki Koshimizu (小清水 一揮 Koshimizu Kazuki?)
- Souji (ソウジ Sōji?): Daijiro Kawaoka (川岡 大次郎 Kawaoka Daijirō?)
- Wataru (ワタル Wataru?): Arashi Fukasawa (深澤 嵐 Fukasawa Arashi?)
- Narutaki/Colonel Zol (鳴滝／ゾル大佐 Narutaki/Zoru Taisa?): Tatsuhito Okuda (奥田 達士 Okuda Tatsuhito?)
- Bee Woman (ハチ女 Hachi Onna?): Nao Oikawa (及川 奈央 Oikawa Nao?)
- Momotaros (モモタロス Momotarosu?, Voz): Toshihiko Seki (関 俊彦 Seki Toshihiko?)
- Kivaara (キバーラ Kibāra?, Voz): Miyuki Sawashiro (沢城 みゆき Sawashiro Miyuki?)
- Kazuma Kenzaki/Kamen Rider Blade (剣崎 一真/仮面ライダーブレイド,  Kenzaki Kazuma/Kamen Raidā Kamen Rider Blade (仮面ライダーブレイド Kamen Raidā Bureido?): Takayuki Tsubaki (椿 隆之 Tsubaki Takayuki?)[5]
- Decadriver, Diendriver, K-Touch (ディケイドライバー、ディエンドライバー、ケータッチ Dikeidoraibā, Diendoraibā, Kētatchi?, Voz): Mark Okita (マーク 大喜多 Māku Ōkita?)

Reparto de Double
- Shotaro Hidari (左 翔太郎 Hidari Shōtarō?): Renn Kiriyama (桐山 漣 Kiriyama Ren?)
- Philip (フィリップ Firippu?): Masaki Suda (菅田 将暉 Suda Masaki?)
- Akiko Narumi (鳴海 亜樹子 Narumi Akiko?): Hikaru Yamamoto (山本 ひかる Yamamoto Hikaru?)
- Mikio Jinno (刃野 幹夫 Jinno Mikio?): Takeshi Nadagi (なだぎ 武 Nadagi Takeshi?)
- Asami Mutsuki (睦月 安紗美 Mutsuki Asami?): Asuka Shibuya (渋谷 飛鳥 Shibuya Asuka?)
- Erika Mutsuki (睦月 恵理香?): Miyuu Sawai (沢井 美優 Sawai Miyū?)
- Father Robert Shijima (神父・ロベルト志島 Shinpu Roberuto Shijima?): Toru Tezuka (手塚 とおる Tezuka Tōru?)
- Ryubee Sonozaki (園咲 琉兵衛 Sonozaki Ryūbee?): Minori Terada (寺田 農 Terada Minori?)
- Saeko Sonozaki (園咲 冴子 Sonozaki Saeko?): Ami Namai (生井 亜実 Namai Ami?)
- Wakana Sonozaki (園咲 若菜 Sonozaki Wakana?): Rin Asuka (飛鳥 凛 Asuka Rin?)
- Kirihiko Sonozaki (園咲 霧彦 Sonozaki Kirihiko?): Yuki Kimisawa (君沢 ユウキ Kimisawa Yūki?)
- Sokichi Narumi (鳴海 荘吉 Narumi Sōkichi?): Koji Kikkawa (吉川 晃司 Kikkawa Kōji?)
- Shun Makura (真倉 俊 Makura Shun?): Shingo Nakagawa (中川 真吾 Nakagawa Shingo?)
- Watcherman (ウォッチャマン Wotchaman?): Nasubi (なすび?)
- Santa-chan (サンタちゃん Santachan?): Zennosuke Fukkin (腹筋 善之介 Fukkin Zennosuke?)
- Queen (クイーン Kuīn?): Tomomi Itano (板野 友美 Itano Tomomi?)
- Elizabeth (エリザベス Erizabesu?): Tomomi Kasai (河西 智美 Kasai Tomomi?)
- Gaia Memory (ガイアメモリ Gaia Memori?, Voz): Fumihiko Tachiki (立木 文彦 Tachiki Fumihiko?)

Otros miembros del reparto
- Visor (バイザー Baizā?, Voz): Tsuyoshi Koyama (小山 剛志 Koyama Tsuyoshi?)
- Driver (ドライバー Doraibā?, Voz): Takehiko Kano (假野 剛彦 Kano Takehiko?)
- Rouser (ラウザー Rauzā?, Voz): Takeshi Sasaki (佐々木 健 Sasaki Takeshi?)
- Zecter (ゼクター Zekutā?, Voz): Surage Gajria (スラージ・ガジリア Surāji Gajiria?)